# Bandeira de Astúrias
A bandeira de Astúrias mostra a "Cruz de la Victoria" (Cruz da Vitória) em ouro (amarelo PMS 109) sobre azul (PMS 829).

A bandeira de Astúrias

De acordo com tradição, essa cruz foi carregada por Don Pelayo (posteriormente Rei Pelayo), na decisiva Batalha de Covadonga contra os mouros em 722. Essa batalha, disputada nas montanhas de Astúrias, foi considerada por historiadoes do século XIX e 20 como o começo da Reconquista da Ibéria da "dominação moura". No entanto, não há nehuma evidência histórica de que Pelayo usou essa cruz exatamente.
Em 908 o Rei Alfonso III o Grande de Astúrias ordenou que a cruz de madeira original fosse revestida em ouro e pedras preciosas. Ela é atualmente guardada nessa forma na Catedral de Oviedo.
As letras gregas Alfa e Ômega penduradam de seu eixo horizontal. Isso é uma referência direta a Apocalipse 1:8, “'Eu Sou o Alfa e o Ômega', declara o Senhor Deus, 'Aquele que é, que era e que há de vir, o Todo-Poderoso.”'